# Oberwölz Stadt
Oberwölz Stadt est une ancienne commune autrichienne du district de Murau en Styrie, aujourd'hui incorporée dans la municipalité élargie d'Oberwölz, comptant 2960 hab. au 1er janvier 2018 .

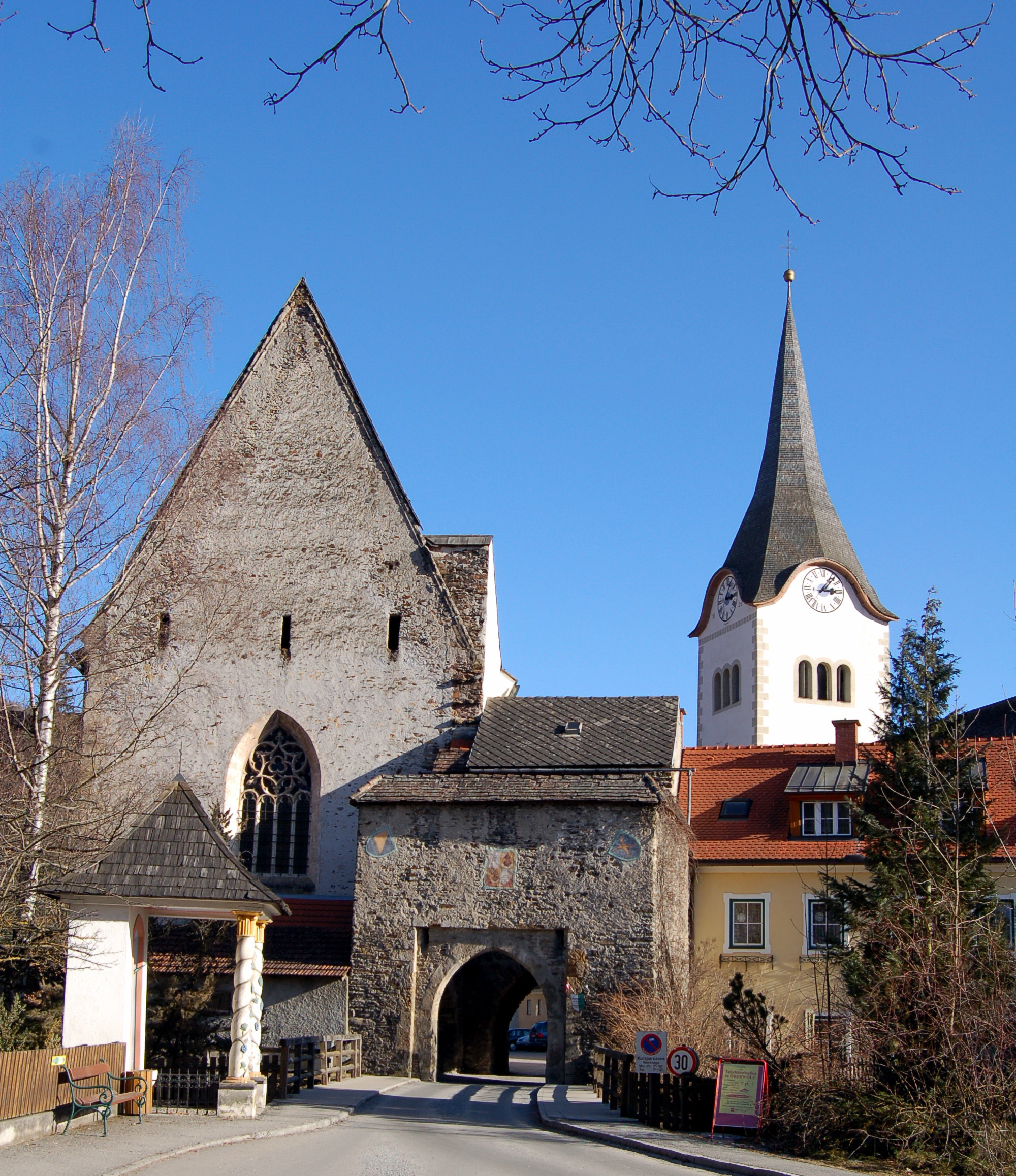
Entrée principale

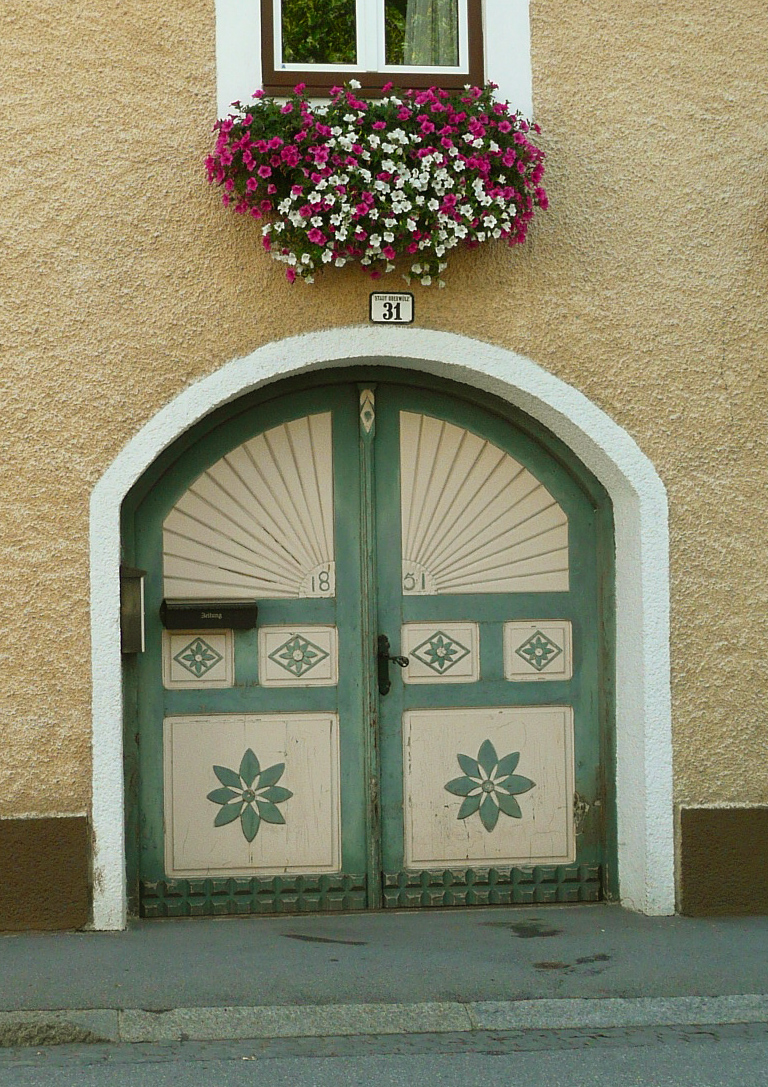
Porte décorée